# Expedición Southern Cross
La expedición Southern Cross, oficialmente conocida como la British Antarctic Expedition 1898–1900, fue la primera expedición británica de la edad heroica de la exploración de la Antártida (1895-1922) y previa a las expediciones más conocidas de Robert Falcon Scott y Ernest Shackleton durante la década siguiente. Fue fruto del explorador y profesor Carsten Borchgrevink, británico de origen noruego. Fue la primera misión que pasaría el invierno en la Antártida, en el cabo Adare, antes de realizar las primeras exploraciones del interior del continente hasta entonces totalmente inexplorado. La expedición fue financiada en su totalidad por el editor británico de revistas Sir George Newnes.
En febrero de 1899, el barco SS Southern Cross de la expedición dejó a Borchgrevink y su equipo en el cabo Adare, en el extremo noroeste del mar de Ross, donde construyeron su campamento. Durante los meses siguientes, el grupo sufrió la hostilidad del clima invernal de la Antártida. Se realizó todo un programa de trabajos científicos, pero las posibilidades de explorar el interior del continente estaban seriamente limitadas por las montañas y los glaciares que rodeaban la base. Durante el transcurso de la expedición, el zoólogo Nicolai Hanson cayó enfermo y posteriormente murió. En enero de 1900, el Southern Cross recogió al equipo para explorar el sur del mar de Ross, y seguir el itinerario realizado por la expedición Erebus y Terror de James Clark Ross en 1840 hasta alcanzar la barrera de hielo de Ross. El 16 de febrero, Borchgrevink y dos compañeros subieron la barrera de hielo, y recorrieron en trinero 16 km hacia el sur, para alcanzar un nuevo punto "más al sur", en la latitud 78º50'S.
A su regreso a Londres, la expedición fue recibida fríamente por la Royal Geographical Society ya que la Sociedad había contemplado esa hazaña para su propia expedción, la expedición Discovery (1901-1904). También hubo críticas sobre la capacidad de mando de Borchgrevink y sobre la cantidad limitada de informes científicos obtenidos. No obstante, la expedición registró varias realizaciones importantes, como ser la primera en pasar el invierno en el continente y establecer las estructuras anteriores. Igualmente fue la primera en usar perros de trineo, la primera en explorar la barrera de hielo de Ross y conseguir un récord de latitud sur. A pesar de estos éxitos, Borchgrevink nunca alcanzó un estatus de héroe similar a Scott o Shackleton, y su expedición cayó rápidamente en el olvido con la excitación de los acontecimientos posteriores. Sin embargo, Roald Amundsen, que conquistó el polo sur, fue uno de los que reconocieron su contribución a la exploración de la Antártida. Amundsen utilizó el lugar de la barrera explorado por Borchgrevink como campamento para su propia expedición hacia el polo, y escribió posteriormente: "Debemos reconocer que, subiendo la barrera, Borchgrevink abrió la vía hacia el sur, y apartó a un lado así el mayor obstáculo de las expediciones siguientes"

## Contexto

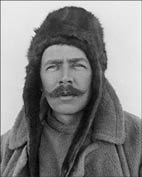
Carsten Borchgrevink.

Nacido en Oslo en 1864, Carsten Borchgrevink emigró a Australia en 1888. Trabajó con los equipos de exploración del interior del país antes de aceptar un puesto de profesor en Nueva Gales del Sur. En 1894-1895, se unió a una expedición comercial, dirigida por Henryk Bull en el ballenero Antarctic, que penetró en las aguas antárticas y alcanzó el cabo Adare, en el mar de Ross. Un equipo en el que iban Borgchgrevink y Bull se posó brevemente, convirtiéndose en los primeros hombres en pisar la Antártida, ya que la supuesta hazaña de 1821 realizada por John Davis no era considerada muy fiable. Visitaron también las islas Possession del mar de Ross, y dejaron un mensaje en una caja de estaño como prueba de su viaje. Borchgrevink estaba convencido de que el emplazamiento del cabo Adare, donde anidaban los pingüinos, lo que proporcionaría alimentos frescos y grasas, podría servir de base a una futura expedición que podría pasar el invierno antes de explorar el interior de la Antártida.
Determinado a dirigir una expedición él mismo, Borchgrevink pasó la mayor parte de los tres años siguientes, intentando obtener un apoyo económico en Australia y en Inglaterra. A pesar de algunos estímulos de la Royal Geographical Society (RGS), incluido el Congreso Internacional en 1895 al que se dirigió, no donaron nada. La Royal Geographical Society estaba planeando su propia expedición a la Antártida, la expedición Discovery de Robert Falcon Scott, y estaba buscando fondos. Borchgrevink era considerado por el presidente de la RGS, Sir Clement Markham, como un intruso extranjero y un rival para la financiación. Sin embargo, Borchgrevink logró convencer finalmente al editor George Newnes, cuyo rival Aldred Harmsworth financió la expedición prevista por Markham. Obtuvo la totalidad del coste de la expedición, unas 40.000 libras, el equivalente a aproximadamente a 3 millones de libras esterlinas en 2008. Esto enfureció a Markham y a la RGS, ya que esta suma habría permitido a la RGS iniciar su expedición.
Newnes puso como sola condición que la expedición de Borchegrevink navegase bajo bandera británica, y que se hiciese llamar la "British Antarctic Expedition". Borchgrevink aceptó fácilmente, aunque solo dos hombres de la expedición eran británicos, Esto aumentó la hostilidad y el desprecio de Markham hacia esta expedición, que delegó en el bibliotecario de la RGS Hugh Robert Mill el lanzamiento de la expedición. Allí, Mill presentó la expedición y esperaba que la hazaña de intentar lo que el hombre jamás había hecho fuese conseguida. Anticipó también que todos los reproches sobre la expedición serían levantados por la "magnificencia de Sir George Newnes y el coraje de Borchgrevink".

## Organización

### Objetivos
Durante la planificación de su expedición, Borchgrevink parecía haber hecho una mezcla de objetivos comerciales, científicos y geográficos. Imaginó la creación de una empresa para explotar las grandes cantidades de guano que había observado en el transcurso de su viaje en 1894 y 1895, pero esta idea no se llevó a cabo. En numerosos correos a sociedades científicas subrayó la gran cantidad de trabajos que se podrían realizar con una expedición residente en la Antártida, incluida la posibilidad de establecer el emplazamiento del polo sur magnético. El equipo de científicos que nombró finalmente Borchgrevink, aunque generalmente sin demasiada experiencia, cubría una gran variedad de disciplinas, incluido el magnetismo, la meteorología, la biología, la zoología, la taxidermia y la cartografía. Mientras planeaba la expedición, tenía la esperanza de que la expedición científicas hiciese grandes descubrimientos geográficos, incluido alcanzar el polo sur. Debido al desconocimiento de la geografía del continente, no sabía aún que el emplazamiento de la base en el cabo Adare, impedía toda tentativa seria de explorar el interior de la Antártida.

### Barco

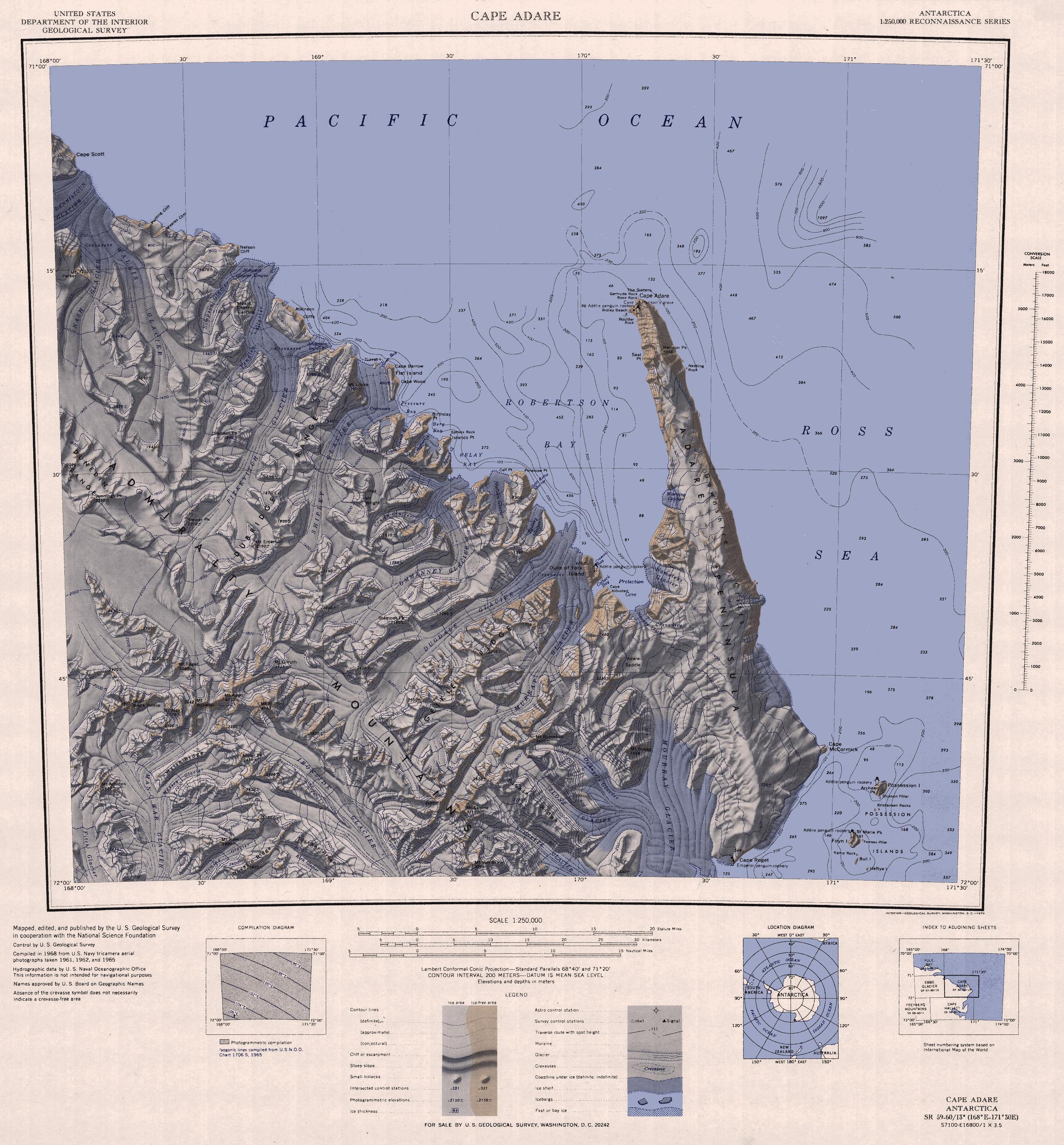
Mapa de la región del cabo Adare.

Para conseguir el barco de la expedición, Borchgrevink fue a su país natal, Noruega. Allí, se encontró en situación de encontrar y comprar un ballenero a vapor, el Pollux, construido por el armador noruego Colin Archer. Archer había concebido y construido el Fram de Fridtjof Nansen que recientemente había regresado indemne de su largo viaje en el océano Ártico, en el transcurso de una expedición entre 1893 y 1896 para alcanzar la latitud más al norte.
El Pollux, que Borchgrevink rebautizó inmediatamente como Southern Cross ("Cruz del Sur") era una goleta de tres mástiles de 520 toneladas y 45 metros de largo. Los motores se habían concebido según las especificaciones de Borchgrevink y montados antes de que el barco abandonara Noruega. Aunque Markham puso en duda su capacidad para navegar, posiblemente para retrasar la salida de Borchgrevink, el barco era el idóneo para navegar en las aguas antárticas.Al igual que otros barcos polares históricos, su "vida" después de la expedición fue corta. Fue vendido a la Newfoundland Sealing Company y, en 1914, se perdió en una tormenta en las costas de Terranova.

### Equipo
El equipo del barco de la expedición, bajo el mando del capitán Bernard Jensen, estaba compuesto por 19 marineros noruegos y un auxiliar sueco. Jensen era un navegante experimentado en la navegación en la banquisa en los óceanos Ártico y Antártico. Estuvo con Borgchgrevink en el viaje del Antarctic con Henryk Bull en 1894-1895. El equipo elegido para desembarcar en la costa del cabo Adare para pasar el invierno estuvo formado por diez personas: Borchgrevink, cinco científicos, un médico, un cocinero que igualmente hizo de ayudante general, y dos mushers. De este equipo, cinco eran noruegos, dos ingleses, un australiano y los dos mushers eran lapones de Noruega.
Entre los científicos se encontraba Louis Bernacchi, un belga que vivía en Tasmania y que había estudiado el magnetismo y meteorología en el Observatorio de París. Había sido escogido para la Expedición Antártica Belga (1897-1899) pero no estaba en situación de asumir sus funciones. Bernacchi viajó posteriormente a Londres para ejercer como científico al lado de Borchgrevink. Su crónica de la expedición Southern Cross, que fue publicada en 1901 bajo el nombre de To the South Polar Regions, fue crítica con ciertos aspectos de la dirección de Borchgrevink, pero defendió las trabajos científicos de la expedición. Poco más de un año después, Bernacchi regresó a la Antártida como físico de la expedición Discovery del capitán Scott. Otro hombre de Borchgrevink que estuvo en la expedición Discovery fue William Colbeck, un marino británico experimentado que fue comisionado como teniente en la Royal Naval Reserve. Para preparar la expedición Southern Cross, realizó un curso sobre magnetismo en el Observatorio de Kew. De 1902 a 1904, estuvo al mando del SY Morning, que auxilió a los miembros de la expedición Discovery.
El asistente zoólogo de Borchgrevink fue Hugh Blackwell Evans, el hijo de un vicario de Bristol, que había pasado tres años en un rancho ganadero en Canadá y había viajado a la caza de la foca alrededor de las islas Kerguelen. El zoólogo jefe fue Nicolai Hanson, diplomado de la Universidad de Oslo, que falleció en el transcurso de la expedición, dejando mujer y un hijo pequeño nacido poco después de zarpar hacia la Antártida.
En la expedición desembarcada se encontraba también el médico de la expedición Herlof Klovstad, que venía de trabajar en un manicomio de Bergen. Klovstad murió poco después de su regreso de la Antártida. Los otros fueron Anton Fougner, asistente científico, Kolbein Ellifsen, cocinero y asistente general y dos mushers lapones, Per Savio y Ole Must. Savio y Must, de 21 y 20 años respectivamente, fueron los miembros más jóvenes del equipo. Borchgrevink describió posteriormente a Savio como un hombre "reconocido por su carácter fiel, su capacidad de trabajo y su inteligencia".

### Cabo Adare

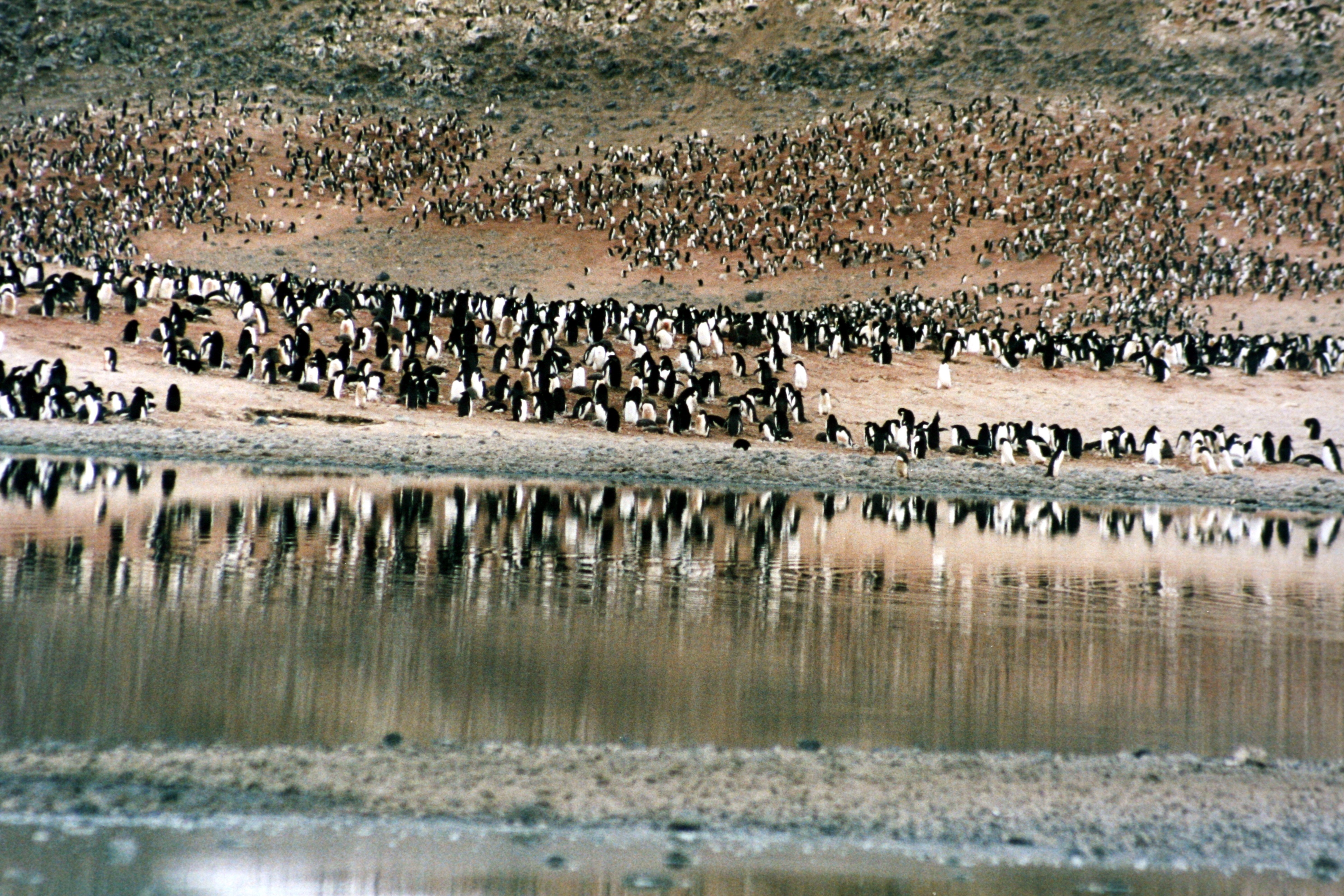
Fotografía reciente del cabo cabo Adare donde se encuentra una colonia de pingüinos Adelia

El SS Southern Cross zarpó de Londres hacia Hobart (Tasmania) el 23 de agosto de 1898, después de ser inspeccionado por el duque de York, el futuro Jorge V del Reino Unido que les ofreció una Union Flag. Paralelamente al personal, fueron llevados el material y las provisiones de la expedición, además de los perros de Siberia para los trineos. Esta fue la primera vez que se utilizaron perros en una expedición en la Antártida. Después de un último avituallamiento en Hobart, la expedición zarpó hacia la Antártida el 19 de diciembre de 1898. El círculo polar antártico se superó el 23 de enero de 1899, después de que el buque permaneciera tres semanas atrapado en la banquisa. El Southern Cross llegó al cabo Adare el 16 de febrero y al día siguiente ancló en su costa.
El cabo Adare había sido descubierto por el explorador James Clark Ross, durante el transcurso de la expedición Erebus y Terror (1839-1843). Se encuentra al final de un largo promontorio y debajo del cabo se encuentra una gran zona intermareal, donde Borchgrevink y Bull pasaron brevemente en 1895. Este lugar es una de las más grandes colonias de pingüinos Adelia del continente, y como observó Borchgrevink en 1895, "en este lugar hay bastante espacio para las casas, tiendas y provisiones". "La abundancia de pingüinos abastecerá de alimento durante el invierno y será una fuente de combustible".